# Paquito (jeu sportif)
Pour les articles homonymes, voir Paquito.

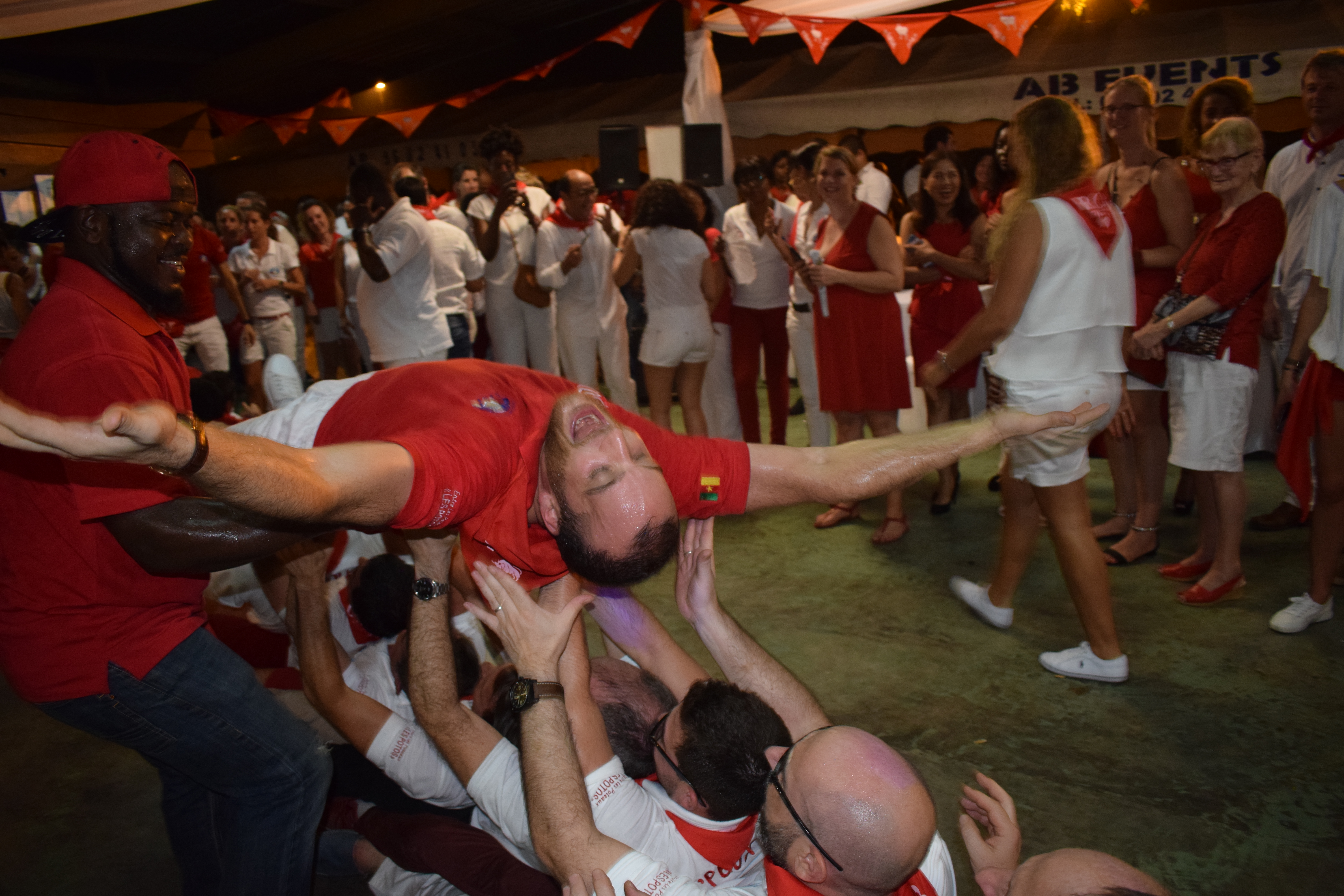
Pratique du paquito par les employés d'une entreprise de Douala (Cameroun).

Le paquito est un jeu sportif et une activité festive, pratiquée dans le sud-ouest de la France.

## Origine
Le nom de paquito provient du paso doble espagnol Paquito el Chocolatero, musique qui accompagne cette pratique apparue dans les férias du Sud-Ouest de la France. Une chanson est parfois chantée, notamment l'adaptation de Ricoune de Paquito el Chocolatero de 2002 : Dans un verre à ballon.
Le paquito se déroule d'une façon simple, plusieurs personnes s'assoient les unes derrière les autres et dansent au rythme de la banda. Les participants, appelés festayres ou rameurs, y imitent ainsi les mouvements de rames avec avirons. Ensuite, un des festayres va se jeter sur les autres et se laisser porter de bras en bras jusqu'au bout de la chaîne.
Le paquito est parfois apparenté au slam, dans le principe de porter quelqu'un.

## Popularité
Le record du plus grand paquito du monde a été battu sept années de suite entre 2004 et 2010 aux Fêtes de Bayonne. D'une longueur d'environ 677 mètres lors de la première tentative en 2004, il a rassemblé 7 956 personnes pour une longueur de 2 650 mètres en 2009, battant ainsi le précédent record. En 2010, le record a été battu d'une centaine de personnes supplémentaire (8 060 festayres) pour environ 2 500 mètres. L'association des Jeunes aficionados de Nîmes a tenté infructueusement en 2012 de battre le record bayonnais.
Le groupe des Bundy's avait prévu de se produire en Chine durant l'année 2010. C'est chose faite en octobre 2010 où ils participèrent au festival de bandas de Condom : un paquito y est organisé. Au Japon, des supporteurs du XV de France et des Bleus se sont mis à faire un paquito dans le tramway japonais, entraînant une polémique. Plusieurs autres paquitos ont été faits lors de la coupe du monde de rugby à XV au Japon. Lors d'un trajet d'avion pour aller voir le match France-Irlande de Rugby, la banda des Hautes-Pyrénées les Folklores a joué de la musique et fait danser le paquito.
Le politique Jean Lassalle a fêté sa réélection dans la 4e circonscription des Pyrénées-Atlantiques lors des législatives de 2017 avec un paquito. Il réitère son exploit pendant sa campagne présidentiel de 2022,. Louis Nicollin, le « lourd président du club » du MHSC et entrepreneur, a également débuté un paquito. Paul Laborde, maire de Meillon dans le Béarn, a également créé une amicale du paquito en 2018, première du genre en France.
Les athlètes de la délégation olympique française ont été aperçus faisant un paquito lors de la cérémonie de clôture des Jeux olympiques d'été de 2024, au stade de France.